# Edivaldo Hermoza
Edivaldo Hermoza (* 17. listopad 1985) je bolivijský fotbalista.

## Reprezentace
Edivaldo Hermoza odehrál 11 reprezentačních utkání. S bolivijskou reprezentací se zúčastnil Copa América 2011.

## Statistiky
| Bolívie | Bolívie | Bolívie |
| Roky    | Záp.    | Góly    |
| ------- | ------- | ------- |
| 2011    | 8       | 1       |
| 2012    | 0       | 0       |
| 2013    | 3       | 0       |
| Celkem  | 11      | 1       |